# Vulgar (album)
Pour les articles homonymes, voir Vulgar.
Albums de Dir En Grey
six Ugly
(2002) Withering to Death.
(2005)
Singles
1. Child Prey
Sortie : 31 juillet 2002
2. Drain Away
Sortie : 22 janvier 2003
3. Kasumi
Sortie : 23 avril 2003

Vulgar (ヴァルガ) est le quatrième album studio du groupe de rock japonais Dir En Grey. Il est sorti le 10 septembre 2003 au Japon et le 21 février 2006 en Europe.

## Réception critique
L'album est couvert dans l'ouvrage Visual Rock Perfect Disc Guide 500, paru en 2013 et produit par un collectif de dix auteurs avec l'intention de lister les 500 albums qui ont marqué l'histoire du genre.

## Liste des titres
| 1.    | Audience Killer Loop                                     | 3:39 |
| 2.    | The IIID Empire                                          | 3:05 |
| 3.    | Increase Blue                                            | 3:46 |
| 4.    | Shokubeni (蝕紅)                                         | 4:20 |
| 5.    | Sajou no uta (砂上の唄)                                  | 3:14 |
| 6.    | RED...[em]                                               | 5:01 |
| 7.    | Asunaki kōfuku, koenaki asu (明日無き幸福、呼笑亡き明日) | 3:31 |
| 8.    | Marmalade Chainsaw                                       | 4:13 |
| 9.    | Kasumi (かすみ)                                          | 4:20 |
| 10.   | Я to the Core                                            | 1:47 |
| 11.   | Drain Away                                               | 4:06 |
| 12.   | New Age Culture                                          | 3:19 |
| 13.   | Obscure                                                  | 3:59 |
| 14.   | Child Prey                                               | 3:52 |
| 15.   | Amber                                                    | 4:48 |
| 57:02 |                                                          |      |